# 蒙特鲁维奥德亚尔穆尼亚
蒙特鲁维奥德亚尔穆尼亚，是西班牙卡斯蒂利亚-莱昂萨拉曼卡省的一个市镇。 总面积11平方公里，总人口630人（2001年），人口密度57人/平方公里。